# Tennessee
Tennessee [ténesi], uradno država Tennessee je južna zvezna država ZDA.

## Geografija
Tennessee je 36. največja po površini in 16. najbolj naseljena zvezna država. Meji na osem držav, s Kentuckyjem na severu, Virginijo na  severovzhodu, Severno Karolino na vzhodu, Georgijo , Alabamo in Mississippijem na jugu, Arkansasom na zahodu in Missourijem na severozahodu.  Reka Misisipi oblikuje svojo zahodno mejo, vzhodni del države pa leži v Apalačih. Največje mesto je Memphis, glavno mesto pa je Nashville z 670.928 prebivalci.

## Združenje Watauga
Država Tennessee izvira iz združenja Watauga, mejnega pakta iz leta 1772, ki je na splošno veljal za prvo ustavno vlado zahodno od Apalačev.  Sedanji Tennessee je bil sprva del Severne Karoline, kasneje pa del jugozahodnega ozemlja. Tennessee je bil v Unijo sprejet kot 16. država 1. junija 1796.

## Izvor imena
Po vojni je Nacionalni laboratorij Oak Ridge postal in ostaja ključno središče za znanstvene raziskave. Leta 2016 je element tennessineje bil imenovan za državo, predvsem zaradi priznanja vlog Oak Ridgea, Univerze Vanderbilt in Univerze v Tennesseeju pri odkritju elementa. 
Najzgodnejšo različico imena, ki je postalo Tennessee, je zabeležil kapitan Juan Pardo , španski raziskovalec, ko je leta 1567 s svojimi ljudmi šel skozi ameriško indijansko vas z imenom "Tanasqui" med potovanjem v notranjost iz Južne Karoline . V začetku 18. stoletja, britanski trgovci naletel na mesto Cherokee imenom Tanasi ali "Tanase", v Syllabary  v današnjem Monroe County, Tennessee . Mesto se je nahajalo na reki z istim imenom (danes znana kot reka Little Tennessee), na zemljevidih pa se pojavi že leta 1725. Ni znano, ali je bilo to isto mesto, kot ga je naletel Juan Pardo, čeprav nedavne raziskave kažejo, da je bil Pardov "Tanasqui" ob sotočju reke Pigeon in Francoz Broad River , blizu sodobnega Newporta . 

## Gospodarstvo
Gospodarstvo Tennesseeja vključujejo kmetijstvo, predelovalne dejavnosti in turizem. Perutnina, soja in govedo so glavni državni kmetijski proizvodi države  glavni izvozni sektor pa vključuje kemikalije, transportno opremo in električno opremo.  

## Turizem
Pomembne turistične atrakcije so:
akvarij Tennessee
Živalski vrt Memphis
Muzej državljanske pravice
Rezidenca in grobnica Elvisa Presleya